# Playboy: The Mansion
Playboy: The Mansion е симулационна видео игра за PlayStation 2, Microsoft Windows и Xbox конзоли, разработени от Cyberlore Studios.

## За играта
Играчът поема ролята на Хю Хефнър основателя на Playboy. Целта на играта е да се построи фамозна Playboy империя, като се започне от нулата.
Героите на играта са секретарката Джени, нейният главен режисьор Дик и партньор Джули. В играта има много разнообразни мисии.

## Знаменитости в играта
Освен Hefner и McCullough, Playboy: The Mansion изяви много други знаменитости, включително:
- Tom Arnold
- Carmen Electra
- Tony Hawk
- Uncle Kracker
- Bridget Marquardt of The Girls Next Door
- Dita Von Teese
- Andrew W.K.
- Melissa Joan Hart
- Sum 41
- Felix Da Housecat
- Ron Jeremy
- Paris Hilton
- Leonardo DiCaprio
- Three 6 Mafia
- Kendra Wilkinson of The Girls Next Door
- Holly Madison of The Girls Next Door
- David Copperfield
- Luke Skywalker
- Fergie of Black Eyed Peas
- Owen Wilson
- Tina Marie Jordan
- Sander Kleinenberg
- Hugh Jackman
- Tiffany Fallon
- Tera Patrick
- Willy Nelson
- Patrick Swazye
- Kayden Kross
- Brice
- Willa Ford
- Tony C
- John Grahame
- Ray Roc
- Tycho Brahe of Penny Arcade (webcomic)
- Hot Action Cop
- Tantric(band) Tantric
- Ginger Young
- Brandi Brandt
- Susan Miller
- Veronica Gamba
- Lisa Baker
- DeDe Lind
- Melodye Prentiss
- Chyna
- Stacy Marie Fuson
- Derek Gledhill
- Sean Danielsen
- Julie Cialini
- Jamie Foxx
- Kerissa Fare
- Joey Gibson
- Cindy Morgan
- Shannon McRandle
- Marilyn Cole
- Matt Pinfield

## Компютърни изисквания
- Операционна Система: Windows 98/ME/2000/XP
- Процесор: 800 MHz
- Рам Памет: 256 MB
- Хард Диск: 1.5 GB Free
- Видео Карта: 32 MB
- Sound Card: DirectX 9.0 Compatible
- DirectX: 9.0
- Клавиатура и Мишка
- CD/DVD Rom Drive